# Secondo concilio di Efeso

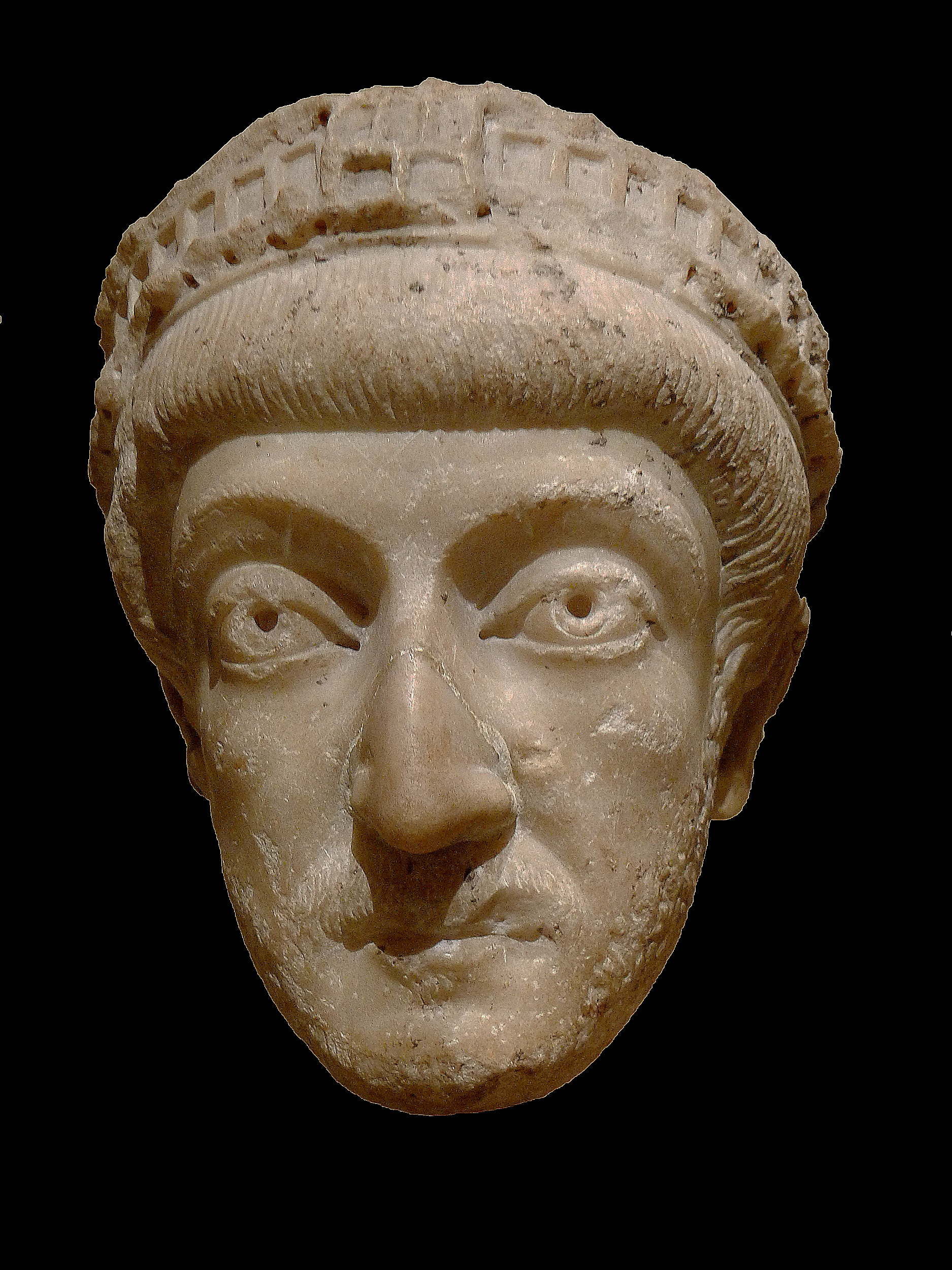
Volto dell'imperatore Teodosio II, V secolo, Museo del Louvre, Parigi. Teodosio II, sostenitore di Eutiche, fu il promotore della convocazione del Secondo concilio di Efeso.

Il Secondo concilio di Efeso, noto tra i teologi cattolici e ortodossi come il latrocinium Ephesi o brigantaggio di Efeso o in greco Ληστρικὴ τῆς Ἐφέσου?, è stato un concilio ecclesiastico cristologico convocato dall'imperatore romano d'Oriente Teodosio II nel 449, sotto la presidenza del Patriarca di Alessandria Dioscoro I. A seguito dei contrasti nati durante questo concilio e dei risultati del successivo concilio di Calcedonia, le Chiese cristiane si dividono in «calcedoniane» (che accettano il concilio di Calcedonia e rigettano il Secondo concilio di Efeso) e «pre-calcedoniane» (che accettano il Secondo concilio di Efeso e rigettano il concilio di Calcedonia).

## Il contesto storico
Eutiche era archimandrita di un monastero nei pressi di Costantinopoli, amico di due Patriarchi di Alessandria,  Cirillo (412-444) e Dioscoro (444-451) e protetto dell'imperatore Teodosio II e del suo potente ministro Crisafio; era anche un nemico dell'eresia nestoriana, e in opposizione ad essa sosteneva che in Cristo vi era una sola natura e una sola persona. L'8 novembre del 448 Eutiche fu denunciato come eretico dal vescovo di Dorileo Eusebio davanti a un concilio locale a Costantinopoli; inizialmente Eutiche si rifiutò di difendersi, ma quando cambiò idea, il 22 novembre, il verdetto era stato già deciso, e il patriarca di Costantinopoli Flaviano lo depose per averlo trovato seguace di Valentino e Apollinare.
Il vecchio archimandrita fece appello a papa Leone I, a Dioscoro di Alessandria e direttamente all'imperatore Teodosio II, vicino alle posizioni eutichiane grazie anche all'influenza che su costui aveva il patriarca di Alessandria. L'imperatore ordinò la revisione del processo a Eutiche: una prima sentenza fu emanata da un nuovo sinodo, riunito il 13 aprile 449 a Costantinopoli, dove 34 vescovi confermarono il giudizio del 22 novembre precedente; una nuova riunione si ebbe il 27 aprile seguente, con lo stesso risultato di condanna per Eutiche.
Ma su richiesta di Dioscoro, l'imperatore Teodosio, l'8 agosto 449 convocò ad Efeso un concilio generale per discutere definitivamente della questione.

## Svolgimento del concilio
La questione sottoposta dall'Imperatore al concilio era se il patriarca Flaviano di Costantinopoli avesse avuto o meno ragione a scomunicare, durante il sinodo riunito a Costantinopoli nel 448, l'archimandrita Eutiche per essersi rifiutato di riconoscere le due nature di Cristo. Il concilio affermò la dottrina dell'unione ipostatica e ribadì la dottrina che Gesù Cristo fosse completamente sia uomo sia Dio; decretò inoltre che in Cristo esiste una natura unica (miaphysis), quella di un umano divino; infine, annullò la scomunica di Eutiche e depose Flaviano.
Il Concilio fu posto sotto la presidenza di Dioscoro, perché giudicasse la diatriba tra Eutiche e Flaviano. Apertosi il 1º agosto (ma poi traslato l'8 agosto) nella chiesa della Theotokos davanti a 130 vescovi, il concilio fu in realtà una farsa, giacché Dioscoro, intrigante e ambizioso politicamente, si era conquistato le simpatie di Crisafio e dell'imperatore Teodosio e, per fare pressione sulle decisioni conciliari, si portò da Alessandria i parabalani, delle specie di guardie del corpo fanatiche del patriarca. Coalizzatisi con i soldati imperiali, i parabalani e Dioscoro imposero ai padri di redigere la professione di fede monofisita, impedendo ai legati papali (il diacono romano Ilario e il vescovo di Pozzuoli Giulio) di leggere la lettera di papa Leone I indirizzata a Flaviano (il cosiddetto Tomus ad Flavianum). Conclusosi così nel giro di pochissimo tempo, il concilio si concluse con l'accettazione della dottrina monofisita e con la deposizione di Flaviano (che morirà dopo poco in esilio per le percosse ricevute).

## Conseguenze
I risultati del concilio furono duramente contestati da diversi vescovi d'Occidente e Oriente, che lamentarono diverse infrazioni alla prassi conciliare e alla legalità canonica, oltre che alla condizione eretica delle posizioni conciliari; tale concilio, che nelle intenzioni di Teodosio doveva essere ecumenico, non fu pertanto riconosciuto come tale, e fu ufficialmente ripudiato nel successivo concilio ecumenico, quello di Calcedonia del 451. In tale concilio fu decretato che in Cristo esistono due nature, «una natura [physis] divina e una natura umana, unite in una sola persona [hypòstasis], senza divisione o confusione». Il concilio di Calcedonia originò quello che è noto come Scisma monofisita, che divide coloro che accettarono come valido il Secondo concilio di Efeso e quelli che riconobbero le decisioni del concilio di Calcedonia. Nei secoli successivi molti imperatori bizantini tentarono di riconciliare gli schieramenti opposti, senza successo. Inoltre alcuni tentativi di compromesso tra le posizioni calcedoniane e non-calcedoniane (si vedano anche l'Henotikon e i Tre Capitoli) ebbero l'effetto opposto, cioè diedero origine ad altri scismi e ad insegnamenti successivamente condannati come eretici, come il monoenergismo e il monotelismo. La stessa dottrina dei Tre capitoli originò uno scisma, detto scisma tricapitolino, durato più di un secolo.
Le Chiese contemporanee che non accettano i decreti calcedoniani né i successivi concili ecumenici sono variamente chiamate monofisite (sebbene questo termine sia corretto solo per descrivere una piccola minoranza, viene non di meno usato in senso peggiorativo anche per altre), miafisite, o «pre-calcedoniane»; esse includono l'Ortodossia orientale delle Chiese ortodosse orientali, una comunione di otto Chiese autocefale (la Chiesa copta ortodossa, la Chiesa ortodossa etiopica, la Chiesa ortodossa eritrea, la Chiesa ortodossa siriaca e la Chiesa apostolica armena), tra cui è riconosciuto come più autorevole il Papa di Alessandria, capo della Chiesa ortodossa copta. Coloro che accettarono gli insegnamenti di Calcedonia pur risiedendo in aree dominate dall'Ortodossia orientale furono chiamati dai pre-calcedoniani «melchiti», o «uomini del Re», in quanto gli imperatori erano solitamente calcedoniani. La Chiesa cattolica greco-melchita discende storicamente da queste comunità. Anche la Chiesa greco-ortodossa di Antiochia sostiene di discendere dai melchiti, sebbene non usi più questo termine nei suoi titoli da quando il patriarca Cirillo VI Tanas entrò in comunione con Roma (1724). Poco dopo il Secondo concilio di Efeso, lo schieramento diofisita nominò un proprio Papa di Alessandria in opposizione al copto-ortodosso Dioscoro I; nei secoli successivi, vari Papi si schierarono da una parte o dall'altra, sebbene alcuni accettassero l'Henotikon; infine, furono stabiliti due papati separati, ciascuno dei quali rivendica l'unica legittimità.

## Elenco dei partecipanti
Elenco dei prelati presenti o rappresentati al concilio in base alla lista stabilita da Ernest Honigmann, lista che «contiene tutti i membri rintracciabili del brigantaggio di Efeso».
Con * sono indicati i patriarchi e con ** i metropoliti; gli altri sono vescovi.
1. * Dioscoro di Alessandria
2. Giulio di Pozzuoli, legato di papa Leone I
3. * Giovenale di Gerusalemme
4. * Domno di Antiochia
5. * Flaviano di Costantinopoli
6. ** Stefano di Efeso
7. ** Talassio di Cesarea di Cappadocia
8. ** Eusebio di Ancira
9. ** Giovanni di Sebastea
10. ** Ciro di Afrodisia
11. ** Erasistrato di Corinto
12. Quintilio di Eraclea, in rappresentanza di:

1.  ** Anastasio di Tessalonica

1. Melezio di Larissa, in rappresentanza di:

1.  ** Domno di Apamea

1. Ciriaco di Trocmade, in rappresentanza di:

1.  ** Teoctisto di Pessinonte

1. ** Diogene di Cizico
2. ** Basilio di Seleucia di Isauria
3. ** Giovanni di Rodi
4. ** Teodoro di Tarso
5. ** Romano di Mira
6. ** Fozio di Tiro
7. ** Teodoro di Damasco
8. Giuliano di Tavio
9. ** Fiorenzo di Lidia
10. ** Mariniano di Sinnada
11. Meonio (o Musonio)[14] di Nisa
12. ** Costantino di Bosra
13. Giovanni di Nicopoli di Armenia
14. Acacio di Ariaratia, in rappresentanza di:

1.  ** Costantino di Melitene

1. ** Stefano di Gerapoli[15]
2. ** Attico di Nicopoli di Epiro
3. ** Eustazio di Berito
4. ** Nunechio di Laodicea
5. ** Olimpio di Costanza di Cipro
6. ** Candidiano di Antiochia di Pisidia
7. ** Stefano di Anazarbo
8. Geronzio di Seleucia di Siria
9. Rufino di Samosata
10. Indimo di Irenopoli[16]
11. Timoteo di Balanea
12. Teodosio di Canata
13. Eutichio di Adrianopoli di Epiro
14. Claudio di Onchesmo di Epiro
15. ** Simeone di Amida di Mesopotamia
16. Elia di Adrianopoli di Licia[17]
17. ** Seleuco di Amasea
18. ** Pietro di Gangra

1. ** Luca di Durazzo
2. Antonio di Licnido
3. Marco di Eurea[18]
4. ** Vigilanzio di Larissa
5. ** Basilio di Traianopoli di Rodope
6. Docimasio di Maronea di Rodope
7. Costantino di Demetriade
8. Alessandro di Sebaste di Tarso
9. Sozone di Filippi
10. Eusebio di Dobero di Macedonia
11. Massimino[19] di Serre di Macedonia
12. Ermogene di Cassandria di Macedonia
13. Luca di Berrea di Macedonia
14. Diogeniano di Remesiana di Dacia
15. Giovanni di Messene di Acaia
16. Uranio di Emeria di Osroene
17. Atanasio di Oponte di Acaia
18. Teodoro di Claudiopoli di Isauria
19. Leonzio di Ascalona
20. Netoras di Gaza[20]
21. Fotino di Lidda
22. Anastasio di Areopoli
23. Paolo di Antedone
24. Teodosio di Amatunte[21]
25. Paolo di Maiuma
26. Zosimo di Menoide
27. ** Epifanio di Perge
28. Barachio di Sozusa di Palestina
29. Eraclio di Azoto
30. Giovanni di Tiberiade
31. Musonio di Zoara
32. Dionisio di Sicomazon
33. Caiuma di Feno
34. Aiterico di Smirne
35. Costanzo di Sebaste
36. Zebenno di Pella
37. Alipio di Bacata
38. Policronio di Antipatride
39. Pancrazio di Liviade
40. Auxilao dei Saraceni
41. Domnino di Platea d'Ellade
42. Teodosio di Mastaura
43. Ciriaco di Ege
44. Flaviano di Adramittio
45. Ciriaco di Lebedo
46. Leonzio di Magnesia al Meandro
47. Eutropio di Pergamo di Asia
48. Gennadio di Teos
49. Olimpio di Euaza
50. Massimo di Tralle

1. Giuliano di Ipepa
2. Crisante di Bagi
3. Policarpo di Tabala[22]
4. Paolo di Tripoli
5. Meliftongo di Giuliopoli[23]
6. ** Onesiforo di Iconio
7. Longino di Chersoneso
8. Eudossio di Bosporo
9. Timoteo di Primopoli
10. Pietro di Chersoneso
11. Olimpio di Sozopoli
12. Paolino di Teodosiopoli[24]
13. Fiorenzo di Tenedo e Poroselene
14. Basso di Sion
15. Daniele di Cadi
16. Simmaco di Attuda
17. Fileto Cerassiae
18. Epifanio di Colossi
19. Gennadio di Cnosso
20. ** Martirio di Gortina
21. Maras di Dionisiade
22. Aniano di Capitoliade
23. Teopempto di Cabasa
24. Calosirio di Arsinoe
25. Giovanni di Efesto
26. Eraclide di Eracleopoli[25]
27. Isacco di Elearchia
28. Gemellino di Eritro
29. Apollonio di Tanis
30. Gennadio di Ermopoli
31. Ciro di Babilonia
32. Atanasio di Busiri
33. Teofilo di Cleopatride
34. Pasmenio di Paralo
35. Fotino di Teuchira
36. Zosimo di Sozusa
37. Teodulo di Tesila[26]
38. Teodoro di Barca
39. Rufo di Cirene
40. Zenone di Rinocorura
41. Lucio di Zigri
42. Ausonio di Sebennito
43. Isacco di Taua
44. Filocalo di Zagili
45. Isaia di Ermopoli Minore
46. Barsauma, presbitero e archimandrita
47. Longino, presbitero, in rappresentanza di Doroteo di Neocesarea**
48. Antimo, presbitero, in rappresentanza di Patrizio di Tiana**
49. Aristo, presbitero, in rappresentanza di Eunomio di Nicomedia**
50. Olimpio, presbitero, in rappresentanza di Calogero di Claudiopoli**

## Conseguenze
Quando furono resi noti a Roma gli esiti del concilio, cioè la vittoria delle posizioni monofisite, il papa convocò un sinodo romano. In esso, il 20 settembre 449, dichiarò nullo il concilio. In una lettera inviata alla sorella dell'imperatore Teodosio II, Pulcheria, lo definì un latrocinium. Teodosio II, però, lo ritenne valido e fece accogliere i suoi atti, che furono quindi inclusi nel Codice teodosiano. Il 13 ottobre Leone ritornò alla carica, ma Teodosio II non s'interessò affatto di ritrattare le decisioni prese ad Efeso. La situazione cambiò nel 450, quando Teodosio morì per un incidente a cavallo. La sorella Pulcheria si sposò con un senatore dalla provata fede nicena, Marciano. I due sovrani, accogliendo la sollecitazione di papa Leone, convocarono un Concilio a Calcedonia per il 451, nel quale fu ripristinata l'antica fede e i promotori del Latrocinium furono duramente condannati.